# Kvalifikation til EM i fodbold 2008
Kvalifikationen til EM i fodbold 2008 fandt sted mellem den 16. august 2006 og den 24. november 2007 og havde deltagelse af 50 af UEFA's daværende 52 medlemslande. Kun EM-slutrundens værtslande Østrig og Schweiz deltog ikke, idet de var automatisk kvalificerede til slutrunden. Dermed var der 14 pladser tilbage at spille om for resten af landene.
Den 26. januar 2006 i Montreux blev de 50 lande ved lodtrækning inddelt i 7 kvalifikationsgrupper. Holdene var inden lodtrækningen blevet inddelt i syv seedningslag. Grækenland blev som regerende europamester seedet i øverste lag, mens resten af holdene blev seedet efter de opnåede resultater i kvalifikationerne til EM 2004 og VM 2006.
Lodtrækningen gav følgende gruppeinddeling med holdene angivet i seedningsrækkefølge:
| Gruppe A     | Gruppe B | Gruppe C      | Gruppe D   | Gruppe E   | Gruppe F      | Gruppe G     |
| ------------ | -------- | ------------- | ---------- | ---------- | ------------- | ------------ |
| Portugal     | Frankrig | Grækenland    | Tjekkiet   | England    | Sverige       | Holland      |
| Polen        | Italien  | Tyrkiet       | Tyskland   | Kroatien   | Spanien       | Rumænien     |
| Serbien      | Ukraine  | Norge         | Slovakiet  | Rusland    | Danmark       | Bulgarien    |
| Belgien      | Skotland | Bosnien-Herc. | Irland     | Israel     | Letland       | Slovenien    |
| Finland      | Litauen  | Ungarn        | Wales      | Estland    | Island        | Albanien     |
| Armenien     | Georgien | Moldova       | Cypern     | Makedonien | Nordirland    | Hviderusland |
| Aserbajdsjan | Færøerne | Malta         | San Marino | Andorra    | Liechtenstein | Luxembourg   |
| Kasakhstan   |          |               |            |            |               |              |

Gruppe A bestod af otte lande, mens de øvrige grupper bestod af syv. Alle lande spillede ude og hjemme mod alle de øvrige hold i gruppen. De syv gruppevindere og de syv toere kvalificerede sig til EM-slutrunden i 2008. Derudover var Østrig og Schweiz automatisk kvalificerede.
Kasakhstan deltog for første gang i en EM-kvalifikation, efter at landet skiftede konføderation fra AFC til UEFA. Efter opløsningen af staten Serbien og Montenegro overtog Serbien den nu hedengangne nations plads i kvalifikationen.
Generelt bød kvalifikationsgrupperne ikke på de store overraskelser. I seks af de syv grupper, endte de to højst seedede hold på de to pladser, der medførte kvalifikation til slutrunden. Eneste undtagelse var gruppe E, hvor England som det eneste topseedede hold ikke formåede at kvalificere sig til slutrunden.
Bemærkelsesværdigt var det imidlertid, at Nordirland, som kun var seedet i sjette lag, formåede at slutte på tredjepladsen i gruppe F.

## Gruppe A
| Gruppe A     | Kampe | Mål   | Point |
| ------------ | ----- | ----- | ----- |
| Polen        | 14    | 24-12 | 28    |
| Portugal     | 14    | 24-10 | 27    |
| Serbien      | 14    | 22-11 | 24    |
| Finland      | 14    | 13-70 | 24    |
| Belgien      | 14    | 14-16 | 18    |
| Kasakhstan   | 14    | 11-21 | 10    |
| Armenien     | 12    | 04-13 | 9     |
| Aserbajdsjan | 12    | 06-28 | 5     |

I gruppe A fik Polen engentlig en halvdårlig start på kvalifikationen med kun ét point i de to første kampe. Men derefter kom polakkerne ind i en stime på seks sejre i træk, herunder en 2-1-sejr i den vigtige hjemmekamp i Chorzow mod Portugal. Den gode stime skaffede dem førstepladsen i gruppen, og derefter gav de den ikke fra sig igen. I resten af turneringen var resultaterne lidt blandede, men polakkerne fik vundet de vigtige sejre, og efter 2-0 hjemme over Belgien på næstsidste spilledag i en kamp, hvor Euzebiusz Smolarek blev nationalhelt ved at score begge mål, var kvalifikationen til Polens første EM-slutrunde nogensinde en realitet.
Overraskelsen Finland lurede længe i polakkernes kølvand. Finnerne havde aldrig tidligere kvalificeret sig til en større slutrunde, men flere overraskende gode resultater (bl.a. 3-1 ude over Polen) i starten af kvalifikationen, hvor Roy Hodgson's tropper en overgang førte gruppen, gav forhåbninger om en plads ved slutrunden. Undervejs fik finnerne også hjælp af en stor venligtsindet lavtflyvende ugle, der fik afbrudt hjemmekampen i Helsinki mod Belgien på et tidspunkt, hvor stillingen var 0-0 og finnerne havde problemer med at få spillet til at fungere. Efter nogle minutter besluttede uglen sig for at sætte sig bag det finske mål, og kort efter at spillet blev genoptaget scorede Jonatan Johansson til 1-0 for finnerne, der endte med at vinde kampen 2-0.
Men efter tre 0-0-kampe i træk mod slutningen af turneringen, var Finland presset og havde brug for to sejre i de to sidste kampe for at slutte på andenpladsen foran Portugal. Den første blev kun med besvær vundet 2-1 over Kasakhstan, og den sidste kamp ude mod Portugal endte igen målløs, og dermed kunne portugiserne gøre Polen følge som kvalificerede hold fra gruppe A.
Også Serbien havde længe chancen for at snuppe andenpladsen fra portugiserne, men ligesom finnerne var serberne tvunget til at vinde deres sidste to kampe. Håbet forsvandt dog allerede i den første, hjemmekampen mod Polen, der endte uafgjort 2-2, og så var resultatet af den sidste (og udsatte) kamp mod Kasakhstan pludselig kun af kosmetisk betydning. Med 1-0-sejren overhalede Serbien dog lige akkurat Finland og sluttede på tredjepladsen i gruppen.
Kampene mellem Armenien og Aserbajdsjan blev aflyst på grund af den spændte situation mellem de to lande.

## Gruppe B
| Gruppe B | Kampe | Mål   | Point |
| -------- | ----- | ----- | ----- |
| Italien  | 12    | 22-90 | 29    |
| Frankrig | 12    | 25-50 | 26    |
| Skotland | 12    | 21-12 | 24    |
| Ukraine  | 12    | 18-16 | 17    |
| Litauen  | 12    | 11-13 | 16    |
| Georgien | 12    | 16-19 | 10    |
| Færøerne | 12    | 04-43 | 0     |

Gruppe B lignede på forhånd en af de stærkeste grupper, hvor der var set frem til et par revancheopgør mellem de to VM-finalister Frankrig og Italien, der blev regnet som favoritter til de to slutrundepladser, med VM-kvartfinalisterne Ukraine som en farlig outsider. Men udfordringen til gruppens favoritter skulle vise sig først og fremmest at komme fra Skotland, der ellers ikke havde kvalificeret sig til et større mesterskab siden EM 1996.
Skotland indledte kvalifikationen med tre sejre i træk, og særligt imponerende var den tredje af dem – 1-0 hjemme på Hampden Park over Frankrig. Det var franskmændenes første nederlag i en kvalifikationsturnering siden 3-2-nederlaget ude mod Rusland den 5. juni 1999 på vej mod EM 2000.
Ukraine fik også en god start med sejre i fire af de første fem kampe, og indtil da toppede de stillingen med samme antal point som Skotland og Frankrig, men derefter løb ukrainerne ind i en stime på fire kampe i træk uden sejre, hvoraf tre af kampene var nederlag til Frankrig, Italien og Skotland, og dermed blev de hægtet af i toppen og var i praksis ude af kampen om de to slutrundepladser.
Verdensmestrene fra Italien fik derimod en elendig start på turneringen med kun ét point efter to kampe. Derefter blev det imidlertid til fem sejre i træk, hvilket bragte dem op på andenpladsen i gruppen efter syv kampe – to point efter Frankrig og ét point foran Skotland.
Resten af turneringen blev et tæt opgør mellem netop de tre landshold, og de indbyrdes kampe mellem holdene fik meget stor betydning. Frankrig kom i første omgang i problemer, for efter uafgjort 0-0 ude mod Italien og nederlag 0-1 hjemme mod Skotland var franskmændene dumpet ned på tredjepladsen i puljen og måtte dermed håbe på hjælp fra andre hold. Den hjælpende hånd kom uventet fra Georgien, som formåede at slå Skotland 2-0 i tredjesidste spillerunde, og da Frankrig samme dag besejrede Litauen 2-0 i Nantes i en kamp hvor Thierry Henry med to scoringer overtog Michel Platinis rekord som den mest scorende spiller på det franske landshold gennem tiden, kom franskmændene igen med i kampen om billetterne til Schweiz og Østrig.
I næstsidste spillerunde, hvor Frankrig var oversidder, kunne Skotland sikre sig kvalifikationen til slutrunden. Det krævede dog en sejr hjemme over Italien, som til gengæld med en sejr på udebane kunne sende både sig selv og Frankrig videre til slutrunden. Det blev en tæt kamp, hvor italienerne hurtigt kom foran 1-0 ved Luca Toni. Skotlands Barry Ferguson fik udlignet efter 65 minutter, og skotterne fik flere chancer for at afgøre kampen, før italienerne i tillægstiden knuste alle skotske håb og scorede til kampens resultat: 1-2. Christian Panuccis hovedstød sendte de to VM-finalister videre til slutrunden, og så blev kampene i sidste spillerunde uden betydning.

## Gruppe C
| Gruppe C      | Kampe | Mål   | Point |
| ------------- | ----- | ----- | ----- |
| Grækenland    | 12    | 25-10 | 31    |
| Tyrkiet       | 12    | 25-11 | 24    |
| Norge         | 12    | 27-11 | 23    |
| Bosnien-Herc. | 12    | 16-22 | 13    |
| Moldova       | 12    | 12-19 | 12    |
| Ungarn        | 12    | 11-22 | 12    |
| Malta         | 12    | 10-31 | 5     |

I gruppe C var de forsvarende europamestre fra Grækenland helt suveræne. I deres tolv kampe opnåede grækerne hele ti sejre, en uafgjort og kun et nederlag. Det enlige nederlag kom på hjemmebane mod arvefjenden Tyrkiet, som vandt 4-1 i Athen. Men da holdene mødtes igen i Istanbul på tredjesidste spilledag, var det Grækenland, som med en 1-0-sejr ikke blot fik revanche for det smertefulde nederlag på hjemmebane men også sikrede sig en plads ved EM-slutrunden i Schweiz og Østrig.
Med 31 point blev Grækenland det hold, der opnåede flest point i hele kvalifkationen, og Otto Rehhagels tropper var desuden det eneste hold, som formåede at score i alle sine kvalifikationskampe.
De øvrige hold var henvist til at kæmpe om andenpladsen i gruppen, og nederlaget mod Grækenland efterlod Tyrkiet på tredjepladsen – ét point efter Norge med to kampe tilbage. Og dermed blev mødet mellem netop Norge og Tyrkiet i Oslo i næstsidste spillerunde en nøglekamp for begge hold. Med en sejr kunne tyrkerne overhale nordmændene i stillingen, og så behøvede de "blot" en sejr i den sidste kamp hjemme mod Bosnien-Hercegovina for at kvalificere sig til slutrunden. Omvendt kunne Norge med en sejr kvalificere sig endegyldigt til slutrunden; alternativt ville uafgjort bringe nordmændene i den fordelagtige position, at de kunne sikre sig andenpladsen med en sejr i den sidste kamp ude mod Malta. På en tåget aften i Oslo blev det hjemmeholdet Norge som åbnede scoringen ved Erik Hagen efter 12 minutter. Tyrkiet fik imidlertid udlignet efter en halv times spil. Målscoreren var Emre Belözoglu. Afgørelsen faldt 14 minutter efter pausen, da Nihat Kahveci scorede sejrsmålet for Tyrkiet i den vigtige kamp.
Tyrkerne vandt den sidste kamp mod Bosnien-Hercegovina med 1-0, og endnu en gang kom den afgørende scoring fra Nihat Kahveci. Dermed var det uden betydning at Norge samtidig vandt 4-1 på Malta. Af de seneste fire EM-slutrunder har Tyrkiet dermed kvalificeret sig til de tre. Eneste "smutter" var EM 2004, hvor tyrkerne højst overraskende tabte til Letland i playoff-kampene.
I bunden af gruppen opnåede Malta den første EM-sejr i 24 år (og den kun tredje sejr i EM-regi nogensinde), da øboerne vandt hjemmekampen mod Ungarn med 2-1. Sidste maltesiske EM-sejr indtil da var 2-1 over Island den 5. juni 1982.

## Gruppe D
| Gruppe D   | Kampe | Mål   | Point |
| ---------- | ----- | ----- | ----- |
| Tjekkiet   | 12    | 27-50 | 29    |
| Tyskland   | 12    | 35-70 | 27    |
| Irland     | 12    | 17-14 | 17    |
| Slovakiet  | 12    | 33-23 | 16    |
| Wales      | 12    | 18-19 | 15    |
| Cypern     | 12    | 17-24 | 14    |
| San Marino | 12    | 02-57 | 0     |

Gruppe D endte med at blive den mindst spændende af kvalifikationsgrupperne, idet VM-bronzevinderne Tyskland og EM-bronzevinderne Tjekkiet viste sig at være de andre hold klart overlegne. Allerede i fjerdesidste spillerunde sikrede Tyskland sig en plads ved slutrunden ved at spille uafgjort 0-0 i Dublin mod Irland. Og i tredjesidste runde kvalificerede Tjekkiet sig med en 3-0-sejr på udebane i München mod Tyskland, for hvem kampen dog reelt var uden betydning. Det var imidlertid Tysklands første nederlag i en EM-kvalifikationsturnering siden 1998 efter en stime på 23 kampe i træk uden nederlag, og det var træner Joachim Löws første nederlag, siden han overtog holdet fra Jürgen Klinsmann efter VM-slutrunden i 2006. Med sejren fik Tjekkiet revanche for 1-2-nederlaget i den omvendte kamp i Prag et halvt år tidligere og overtog også førstepladsen i gruppen. Med yderligere to sejre i de to sidste spillerunder, endte Karel Brückners tropper som gruppevindere – to point foran Tyskland.
Det tyske hold satte en bemærkelsesværdig rekord i holdets anden kamp. På udebane mod San Marino den 6. september 2006 vandt tyskerne med 13-0, hvilket var den største sejr i EM's historie indtil da. Den tidligere rekord var næsten 23 år gammel og tilhørte Spanien, der slog Malta 12-1 den 21. december 1983 på Estadio Ramón Sánchez-Pizjuán i Sevilla i kvalifikationen til EM 1984. Lukas Podolski scorede fire af tyskernes mål i rekordsejren, og han blev dermed den kun anden tysker, der scorede fire mål i en EM-kamp. Den første var Gerd Müller, der udførte bedriften i 6-0-sejren mod Albanien den 9. april 1967 på Westfalenstadion i Dortmund.

## Gruppe E
| Gruppe E   | Kampe | Mål   | Point |
| ---------- | ----- | ----- | ----- |
| Kroatien   | 12    | 28-80 | 29    |
| Rusland    | 12    | 18-70 | 24    |
| England    | 12    | 24-70 | 23    |
| Israel     | 12    | 20-12 | 23    |
| Makedonien | 12    | 12-12 | 14    |
| Estland    | 12    | 05-21 | 7     |
| Andorra    | 12    | 02-42 | 0     |

I gruppe E viste Kroatien stabilt spil og kvalificerede sig allerede til EM-slutrunden på næstsidste spilledag inden de selv havde været i aktion. Indtil da havde kroaterne opnået 8 sejre og 2 uafgjorte i deres 10 kampe, og da Rusland lidt overraskende tabte 1-2 i Israel, blev Kroatien sikre på at slutte i top 2. Og selvom holdet senere på dagen tabte den betydningsløse kamp til Makedonien i Skopje, kunne Slaven Bilić's tropper fejre kvalifikationen til holdets tredje EM-slutrunde.
Kampen om den anden slutrundeplads blev dramatisk og stod længe mellem England, der var topseedede i gruppen og som havde nået kvartfinalen ved EM 2004, Rusland, der med Guus Hiddink som træner gik efter at kvalificere sig til en EM-slutrunde for tredje gang på fire forsøg, samt Israel, som aldrig tidligere havde kvalificeret sig til en EM-slutrunde.
Israel var længe med i kampen om de to kvalifikationspladser. Men da turneringens afgørende fase nærmede sig, løb holdet ind i fatale nederlag mod to af deres største konkurrenter. Først tabte de 0-3 til England på Wembley Stadium, og en måned senere blev det 0-1 mod Kroatien i Zagreb. Dermed blev resten af holdets kampe reelt betydningsløse, men israelerne viste god moral og hentede to sejre i de resterende to hjemmekampe mod Rusland og Makedonien.
England indledte gruppen med to pligtsejre over Andorra og Makedonien, men derefter fulgte tre kampe uden sejre (og uden mål). Efter 0-0 hjemme mod Makedonien, 0-2 ude mod Kroatien og 0-0 ude mod Israel var englænderne under pres for at opnå gode resultater i resten af kampene. Men fem 3-0-sejre i træk (herunder to sejre i den vigtige spilleuge med to hjemmekampe mod hhv. Israel og Rusland i september 2007) gav håb og bragte englænderne tilbage på andenpladsen i gruppen – fem point foran Rusland, som dog havde spillet én kamp færre.
De to hold mødtes i en betydningsfuld kamp på Luzjniki Stadion i Moskva den 17. oktober 2007. Engelsk sejr ville have sendt både England og Kroatien til EM-slutrunden i Schweiz og Østrig året efter. Men Ruslands indskifter Roman Pavljutjenko ville det anderledes, og med to scoringer i kampens anden halvleg sikrede han russerne en vigtig 2-1-sejr, der betød, at de nu selv kunne afgøre sin skæbne i gruppe E. Med sejre i holdets to sidste kampe (ude mod Israel og Andorra) ville Rusland kvalificere sig til EM-slutrunden.
Det russiske hold kunne imidlertid ikke udnytte fordelen, og allerede i udekampen mod Israel i næstsidste spillerunde gik det galt. Rusland tabte 2-1 i Tel Aviv, og det afgørende israelske mål blev scoret i dommerens overtid. Dermed blev bolden spillet i fødderne på englænderne igen. Sejr eller uafgjort på sidste spilledag i hjemmekampen mod Kroatien ville sikre engelsk kvalifikation. I tilfælde af nederlag måtte England sætte sin lid til at Rusland ikke kunne besejre Andorra i Andorra la Vella.
Men det lykkedes ikke for englænderne at udnytte den mulighed, som israelerne havde åbnet for dem. Kroatien bragte sig hurtigt foran 2-0, England fik dog reduceret og udlignet efter pausen, men Mladen Petrić afgjorde kampen med et langskud et kvarter før tid. Kroatien sejrede dermed 3-2, og så kunne Rusland med en smal 1-0-sejr i Andorra sikre sig andenpladsen – ét point foran England og Israel. Det var første gang siden EM 1984 at det ikke lykkedes for England at kvalificere sig til en EM-slutrunde.

## Gruppe F
| Gruppe F      | Kampe | Mål   | Point |
| ------------- | ----- | ----- | ----- |
| Spanien       | 12    | 23-80 | 28    |
| Sverige       | 12    | 23-90 | 26    |
| Nordirland    | 12    | 17-14 | 20    |
| Danmark       | 12    | 21-11 | 20    |
| Letland       | 12    | 15-17 | 12    |
| Island        | 12    | 10-27 | 8     |
| Liechtenstein | 12    | 09-32 | 7     |

I gruppe F bød det nordirske landshold på kvalifikationens største positive overraskelse. Efter nogle magre år var Nordirland kun seedet i sjette lag til denne turnering, men under manager Lawrie Sanchez oplevede nordirerne igen stor fremgang. 3-2-hjemmesejren over Spanien i anden spillerunde blev startskuddet til en stime på seks kampe i træk uden nederlag, og halvvejs gennem kvalifikationen førte nordirerne gruppen. Men herefter valgte succestræneren Lawrie Sanchez at fratræde sin stilling for at overtage det ledige trænersæde i Premier League-klubben Fulham FC. Han blev erstattet af Nigel Worthington, for hvem det dog ikke lykkedes fortsætte de fornemme resultater. I de afsluttende fem kampe opnåede holdet kun fire point og måtte til slut nøjes med tredjepladsen i gruppen.
Holdets succes skyldtes i høj grad Leeds og Fulham-angriberen David Healy, der scorede 13 af holdets 17 mål, heriblandt et hattrick i hjemmekampen mod Spanien. Dermed slog han den tidligere rekord for flest scorede mål i en EM-kvalifikation (12 mål), som blev sat af Kroatiens Davor Šuker i kvalifikationen til EURO 96. I sidste ende var det dog holdets indsats på udebane, som kom til at koste kvalifikationen, idet nordirerne kun formåede at vinde udebanekampen i Liechtenstein. Til gengæld resulterede de seks hjemmekampe i fem sejre og kun ét nederlang (0-3 mod Island i første kamp).
Favoritterne Spanien fik en vanskelig start på kvalifikationen, og efter to uventede udebanenederlag til Nordirland og Sverige var spanierne under pres. Men herefter viste holdet klassen, og af de resterende ni kampe blev de otte vundet. Spanien sikrede sig pladsen ved slutrunden med en 3-0-sejr i Madrid over de nærmeste konkurrenter fra Sverige i næstsidste spillerunde.
Sverige fik til gengæld en perfekt start på turneringen, og efter fire sejre i de første fire kampe førte svenskerne gruppen. Et 1-2-nederlag ude mod Nordirland blev efterfulgt af yderligere to sejre, og da det herefter lykkedes at spille uafgjort med to af de nærmeste forfølgere (Danmark og Nordirland), var den svenske plads ved EM-slutrunden næsten sikker. En sejr over Letland på sidste spilledag sikrede endegyldigt svenskerne billetten til slutkampene Schweiz og Østrig.
Det danske landshold havde en problemfyldt kvalifikation på det jævne. Danskerne vandt de seks kampe mod Island, Liechtenstein og Letland, mens det ikke lykkedes at besejre nogen de tre bedste hold i puljen. I kampene mod Spanien, Sverige og Nordirland opnåede Danmark kun to uafgjorte og fire nederlag. Danmarks sidste teoretiske chancer for at kvalificere sig til slutrunden forsvandt, da holdet tabte 2-1 i Belfast på næstsidste spilledag, og dermed blev en dansk stime på seks EM-slutrunder bragt til en ende. Danmark endte på fjerdepladsen i gruppen, og holdet måtte blive hjemme fra en EM-slutrunde for første gang siden 1980.
Danmarks forsøg på kvalifikation tog desuden en uheldig drejning den 2. juni 2007 i hjemmekampen mod Sverige i Parken – en kamp Danmark i praksis var tvunget til at vinde for at beholde en realistisk chance for at kvalificere sig til slutrunden. 88 minutter inde i kampen (ved stillingen 3-3) løb en dansk tilskuer, der var bosat i Sverige, ind på banen og overfaldt dommer Herbert Fandel, som derefter valgte at afbryde kampen på grund af frygt for sin egen sikkerhed.
Den 8. juni 2007 besluttede UEFA's kontrol- og disciplinærudvalg at dømme Danmark som taber af kampen med 0-3, at Danmarks efterfølgende fire hjemmekampe skulle spilles mindst 250 km (i fugleflugtslinje) fra København, samt at den første af disse kampe (mod Liechtenstein den 12. september 2007) skulle spilles uden tilskuere – derudover blev Dansk Boldspil-Union (DBU) idømt en bøde på 100.000 schweizerfranc. DBU valgte at appellere denne dom, og medlemmer af UEFA's disciplinærudvalg erkendte senere, at de ikke vidste meget om Danmarks geografi, og derfor ikke kendte til, at konsekvenserne af dommen ville være, at Danmarks kampe enten skulle spilles på Blue Water Arena i Esbjerg – det eneste UEFA-godkendte stadion i Danmark mere end 250 km fra København – eller uden for Danmarks grænser.
Den 5. juli imødekom UEFA's appeludvalg delvist DBU's appel, idet udvalget besluttede at kun to (og ikke fire) efterfølgende kampe skulle spilles uden for København. Ydermere blev afstandskravet nedsat fra 250 til 140 km, hvilket gav mulighed for at afvikle de to kampe på NRGi Park i Århus. Desuden blev kravet om at kampen mod Liechtenstein skulle spilles uden tilskuere droppet, og endelig blev DBU's bøde nedsat fra 100.000 til 50.000 schweizerfranc.

## Gruppe G
| Gruppe G     | Kampe | Mål   | Point |
| ------------ | ----- | ----- | ----- |
| Rumænien     | 12    | 26-70 | 29    |
| Holland      | 12    | 15-50 | 26    |
| Bulgarien    | 12    | 18-70 | 25    |
| Hviderusland | 12    | 17-23 | 13    |
| Albanien     | 12    | 12-18 | 11    |
| Slovenien    | 12    | 09-16 | 11    |
| Luxembourg   | 12    | 02-23 | 3     |

I gruppe G kom kampen om de to slutrundepladser som ventet til at stå mellem Holland, Rumænien og Bulgarien.
Rumænien vandt gruppen og sikrede sig allerede EM-pladsen, da holdet i tredjesidste spillerunde vandt 2-0 i Luxembourg. På det tidspunkt havde rumænerne opnået otte sejre og to uafgjorte i ti kampe. De eneste pointtab havde været 2-2 hjemme mod Bulgarien og 0-0 ude mod Holland. Rumænerne tillod sig at tabe den efterfølgende kamp ude mod Bulgarien med 0-1, men det skulle vise sig at være uden betydning for begge hold, idet Holland samtidig på De Kuip i Rotterdam besejrede Luxembourg 1-0 og dermed sikrede sig andenpladsen i gruppen foran Bulgarien.
For bulgarerne blev det afgørende, at de kun opnåede to point i deres kampe mod Albanien, for i de indbyrdes opgør med de andre to tophold havde bulgarerne ikke spillet dårligt: Uafgjort ude og sejr hjemme mod Rumænien, samt uafgjort hjemme og nederlag ude mod Holland.
I bunden af gruppen sørgede Luxembourg for en sjælden gangs skyld for lidt opmærksomhed, idet holdet med 1-0-sejren ude mod Hviderusland den 13. oktober 2007 fik stoppet en kedelig stime på 55 nederlag i træk i betydende kampe, som havde varet i over 12 år. Fons Leweck sørgede for det afgørende mål på hovedstød fem minutter inde i kampens tillægstid. Sidste luxembourgiske sejr var også en 1-0-sejr – på udebane mod Malta i september 1995.